# Pahanga
Genre
Pahanga est un genre d'araignées aranéomorphes de la famille des Tetrablemmidae.

## Distribution
Les espèces de ce genre se rencontrent en Malaisie, en Indonésie et au Sri Lanka.

## Liste des espèces
Selon World Spider Catalog (version 14.5, 2014) :
- Pahanga centenialis Lehtinen, 1981
- Pahanga diyaluma Lehtinen, 1981
- Pahanga dura Shear, 1979
- Pahanga lilisari Lehtinen, 1981

## Publication originale
- Shear, 1979 : Pahanga, a new tetrablemmid spider genus from Malaysia (Araneae, Tetrablemmidae). Bulletin of the British arachnological Society, vol. 4, p. 294-295.